# 김정행
김정행(金正幸, 1952년 5월 15일 ~ ) 은 전 KBO 리그 롯데자이언츠의 투수이다. 재일 한국인으로, 일본명은 가나이 마사유키(金井正幸)이며 1987년 시즌 후 2년 계약 형식으로 감독에 취임한 어우홍 감독이 1989년 시즌 뒤 2년 계약 종료로 자연스럽게 물러난 후 투수코치 영입 물망에 거론됐으나 김진영 전 청보 감독이 어우홍 감독의 후임으로 부임하자 은퇴한 본인(김정행) 대신 김진영 감독의 삼미-청보 시절 제자 장명부를 투수코치로 영입할 것을 요구해 관철시켰고 본인(김정행) 외에도 1989년 8월 초 파견 형식을 통해 영입된 일본인 사토 마사오(한국명 사정부)를 정식 코치로 영입할 계획이었지만 이런저런 사정 때문에 좌절됐다.

## 학력
- 일본 구마모토공고

## 소속팀
- 롯데 자이언츠

## 특이사항
1986년 6월 5일 빙그레전에 선발등판하여 포수 한문연, 김용운과 배터리를 이뤄 역대 2번째 노히트노런 대기록을 수립했다. 탈삼진은 5개였고 사사구는 4개였다. 팀은 8-0으로 승리했다.